# Christian Herbst
Christian Frederik Herbst, född den 7 april 1818, död den 2 juli 1911, var en dansk arkeolog och numismatiker.
Herbst blev 1837 student vid Köpenhamns universitet, 1843 assistent vid förevisningen av nordiska fornsaker, 1848 arkivarie vid antikvarisk-topografiska arkivet och 1849 dessutom sekreterare vid Oldnordiske museum, 1866 inspektor såväl för detta som för myntsamlingen och 1887 direktör för samlingen i Rosenborgs slott och Frederiksborgsmuseet samt 1890 även för myntsamlingen. 
Då han 1898 tog avsked, fick han titeln konferensråd. Herbst visade stor iver för samlingarnas ökande och mycken insikt vid deras ordnande samt medverkade vid flera viktiga utgrävningar. År 1851 utarbetade han en beskrivning av Devegges myntsamling och 1855 berättelsen om utgrävningen av kungagravarna i Ringsted. År 1889 blev han ledamot av Vitterhets-, historie- och antikvitetsakademien.

## Utmärkelser
- Riddare av Dannebrogorden,  1875[2]
- Dannebrogsmännens hederstecken,  1886[2]
- Kommendör av Dannebrogorden,  1894[3]

[Redigera Wikidata]